# Chiesa del Carmine (Siracusa)

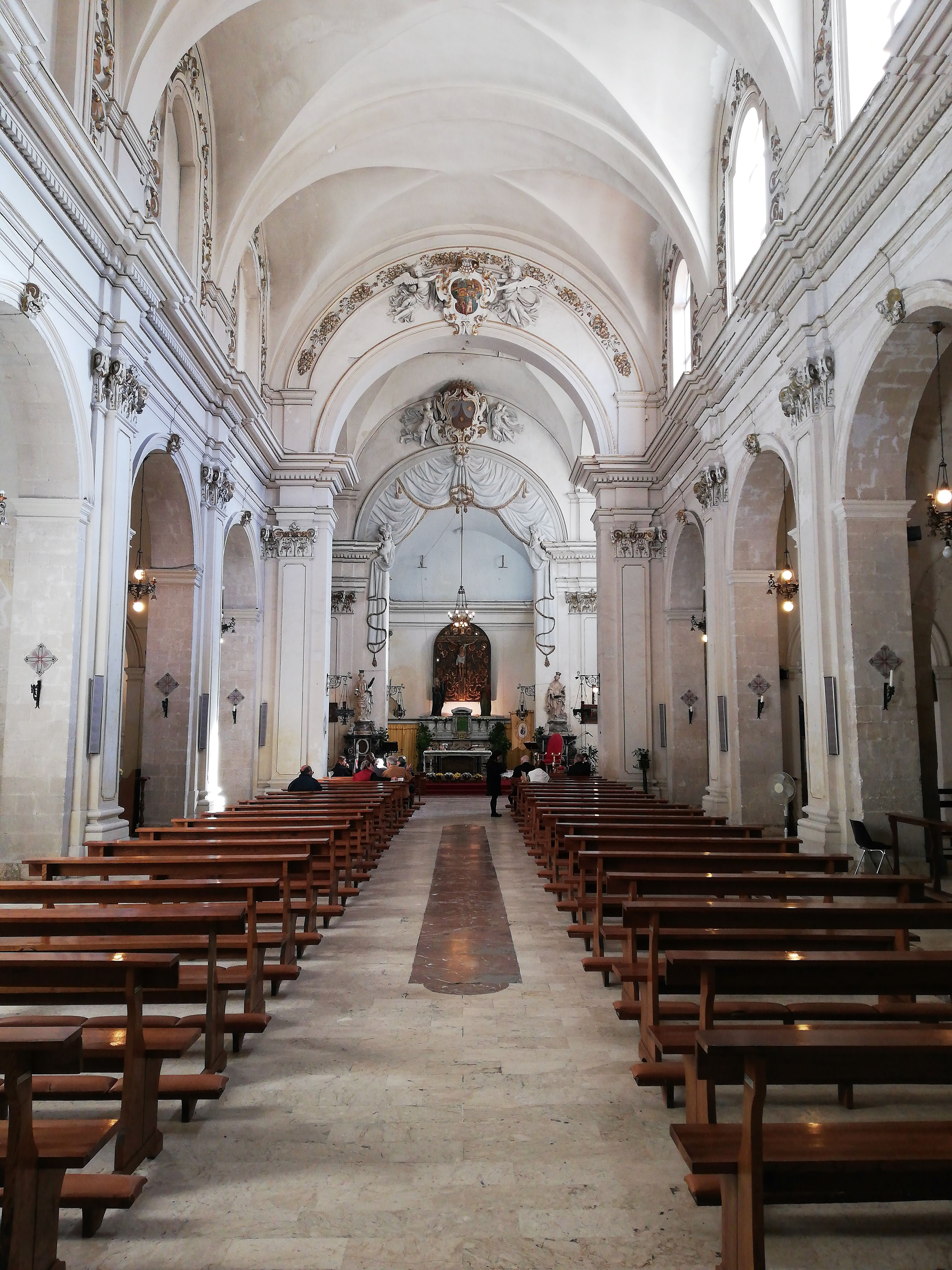
Navata.

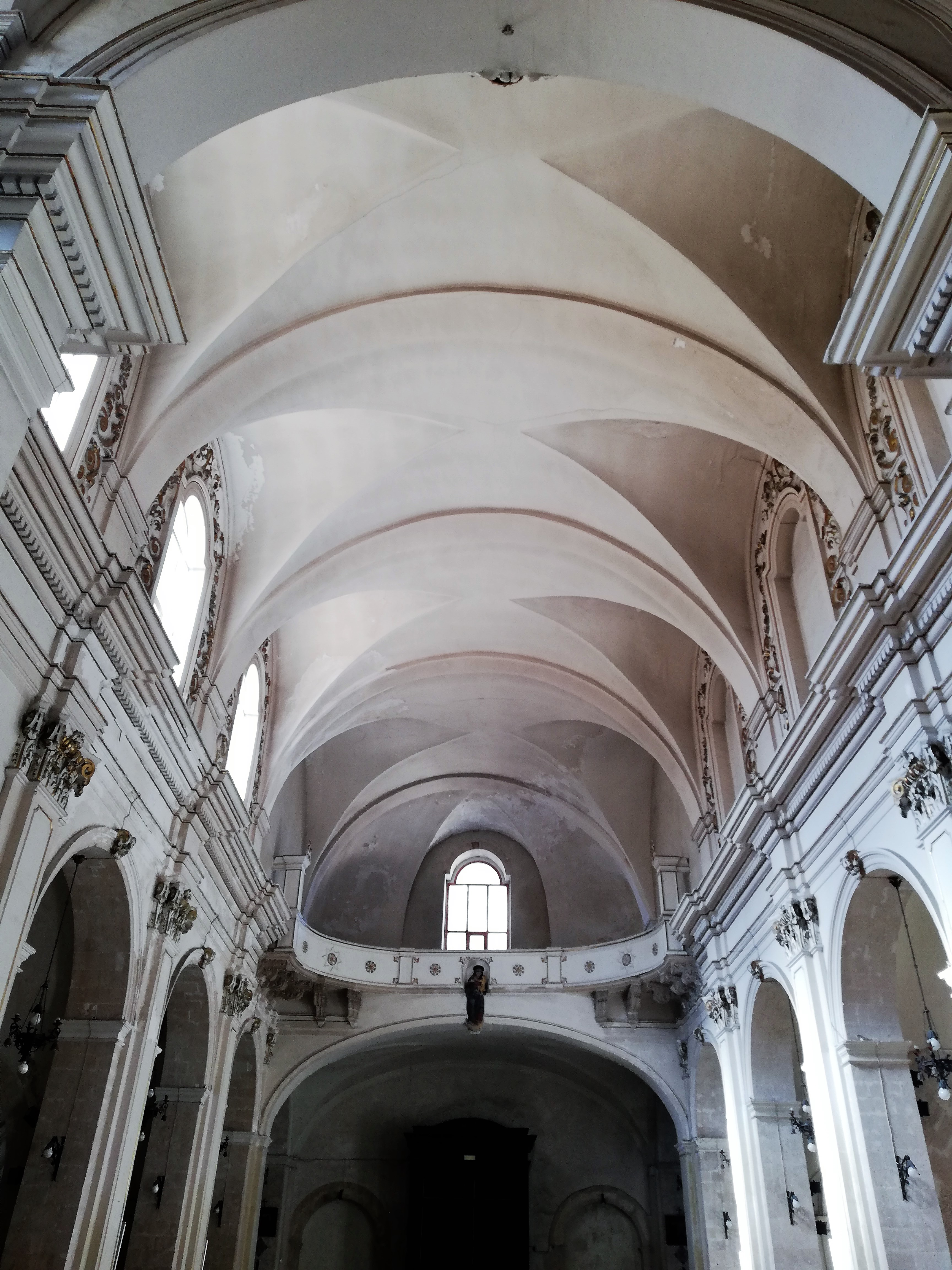
Controfacciata.

La chiesa del Carmine con il primitivo convento dell'Ordine carmelitano, costituivano il polo monumentale ubicato in via San Pietro nel centro storico di Siracusa. Appartenente all'arcidiocesi di Siracusa, vicariato di Siracusa sotto il patrocinio di Santa Lucia. La chiesa ospita, dal 2023, la Parrocchia dei santi Pietro e Paolo a ragione del trasferimento voluto dall'arcivescovo mons. Francesco Lo Manto.

## Storia

### Della primitiva chiesa di San Pietro
Col terremoto del 1693, a causa dei danni riportati, fu trasferita dalle parti della chiesa di Santa Maria della Misericordia dei Cappuccini Vecchi. Nel 1694, dopo la sistemazione dei danni, il tempio fu ripristinato al culto.
Nel 1914 fu requisita per scopi militari.

### Epoca spagnola
Il primitivo edificio fu costruito nel XIV secolo, nelle strutture adiacenti fu accolta una comunità di Carmelitani, con il convento annesso. Dopo il terremoto del 1693 la chiesa subì delle notevoli trasformazioni.
Nel 1750, con il patrocinio e il sostegno economico del barone Giuseppe Arezzo della Targia, furono apportate delle nuove modifiche e decorazioni. Fu chiamato Pompeo Picherali a decorare di stucchi alcuni ambienti della chiesa. In seguito altri lavori furono affidati a Luciano Alì.

### Epoca unitaria
A causa dell'emanazione delle leggi eversive, le soppressioni degli ordini religiosi e il conseguente incameramento dei beni nel 1886, il convento fu chiuso e trasformato in caserma dei Reali Carabinieri nel 1870. La chiesa di Maria Santissima del Carmine fu usata dai carabinieri che erano alloggiati nel convento.
Nel 1901, poiché nella chiesa si erano insediati truppe di soldati con muli, carri, armi e vettovaglie, l'arcivescovo Giuseppe Fiorenza lanciò l'interdetto sulla chiesa. La soprintendenza, constatati i danni subiti dall'edificio, accettò la richiesta del comune di cederla alla Regia Scuola d'Arte per farne un laboratorio di ferro battuto, destinando la manutenzione a carico dell'amministrazione cittadina.
In seguito la chiesa fu consegnata all'arcivescovo mons. fra' Benedetto Lavecchia Guarnieri che l'affidò ad un cappellano per mantenervi il culto. Il 26 dicembre 1926, in seguito ridefinizione dei confini delle parrocchie di Ortigia, l'arcivescovo Giacomo Carabelli ridisegna anche quelli della parrocchia San Pietro, deliberandone la sede presso la chiesa di Maria Santissima del Carmelo.

### Epoca contemporanea
Il 13 maggio 1939, l'arcivescovo Ettore Baranzini dedicò la chiesa del Carmine a Maria Santissima Odigitria. L'altare maggiore fu dedicato alla Madonna del Carmine. Al Sacro Cuore e Sant'Elia profeta i due laterali nella crociera.
Durante l'operato del sacerdote Antonino Uccello fu spostato l'altare della Madonna nella navata a destra del celebrante. Nell'altare centrale fu posto il Crocifisso di scuola spagnola e creata una cappella nel passaggio di transito con la sacrestia, appositamente per il Sacro Cuore.

## Esterno
La chiesa sorge di fronte monastero delle Carmelitane del Ritiro.

## Interno
Impianto a croce latina ripartito in tre navate per mezzo di pilastri. Cantoria ad arco addossata alla controfacciata, ambienti nel sottocoro. Quattro campate per navata laterale. 

### Navata destra
- Prima campata: Cappella .
- Seconda campata: Cappella . Nell'ambiente staziona la vara con statua raffigurante l'Addolorata ai piedi della croce. Gruppo scultoreo dei riti processionali della Settimana Santa.
- Terza campata: Cappella . Nell'ambiente staziona la vara dell'Urna del Cristo morto.
- Quarta campata: Cappella . Alla parete un dipinto polilobato.
- Quinta campata: Cappella . Alla parete un dipinto raffigurante un santo domenicano, verosimilmente San Vincenzo Ferreri identificabile dal sole sul petto.

### Navata sinistra
- Prima campata: Cappella .
- Seconda campata: Cappella .
- Terza campata: Cappella . Alla parete il quadro raffigurante Adorazione dei pastori, attribuito a Giuseppe Reati, allievo della scuola siracusana di Mario Minniti.
- Quarta campata: Cappella . Alla parete il quadro raffigurante Martirio dei Quattro Santi Coronati (Claudio, Castorio, Sinfroniano e Nicostrato), opera di Mario Minniti.
- Quinta campata: Cappella . Alla parete il quadro raffigurante Vergine con Bambino, raffigurata assisa in trono tra San Cosma, San Damiano e coro d'angeli, opera di Marco Costanzo, artista vicino alla scuola di Antonello da Messina.

### Transetto
Arco trionfale con stemma sostenuto da angeli e decorazione a festoni. I due altari dei bracci presentano la medesima architettura, una prospettiva concava nel complesso, convessa lungo l'asse centrale limitatamente alla nicchia e alla stele con stemma intermedio. La sopraelevazione è costituita da una fuga, livelli di coppie di colonne - con sottofusto arabescato e corpo scanalato - Capitelli corinzi che reggono un timpano ad arco spezzato, con vasotti fiammati sulla sommità e volute laterali a fianco della mensa. 
- Braccio transetto destro: Cappella di Sant'Elia Profeta. Altare e nicchia con statua raffigurante il profeta Sant'Elia.
  - Absidiola destra: Cappella del Sacro Cuore. Altare ed edicola con statua raffigurante il Sacro Cuore di Gesù.
- Braccio transetto sinistro: Cappella di Maria Santissima del Carmelo. Altare e nicchia opera di Pompeo Picherali ospitante la statua in cartapesta raffigurante Maria Santissima del Carmelo del XVII secolo, opera d'autore ignoto.

### Presbiterio
Arco absidale con stemma dell'Ordine sorretto da angeli e decorazione di cortina in stucco a baldacchino. In prospetto - ai lati - si ergono due statue di marmo raffiguranti Sant'Agata e Santa Lucia, opera di scuola gaginesca.
Altare maggiore, con ornati, tribuna e coro. Ambiente in origine dedicato alla Nostra Signora del Monte Carmelo, titolo in seguito trasferito all'altare del braccio sinistro. La parete di fondo è occupata da i Crocifisso ligneo di scuola spagnola attorniato da ex voto, opera d'autore ignoto del XVII secolo.

## Convento
Convento. 
A causa delle Soppressioni del 1886, il convento fu chiuso e trasformato in caserma dei Reali Carabinieri nel 1870, e successivamente in istituto femminile per poi essere chiuso e abbandonato fino al 2020, quando fu riaperto e rimesso in funzione da un gruppo di volontari.

## Sacerdoti
- 1926 - 1954, Luigi Scatà;
- 1954 - 1974, Antonino Aliano;
- 1974 - 1977, Gaspare Favara;
- 1977 - 1990, Antonino Uccello;
- 1990 - 1992, Arcangelo Rigazzi, Giuseppe Caracciolo e Giovanni Cultrera, sacerdoti, la parrocchia è retta da tre amministratori;
- 1992 - 2019, Giuseppe Lombardo.
- 2020 - 2021 sac. Guido Scollo
- 2022 - Rosario Lo Bello

## Riti della Settimana Santa
Nella chiesa stazionano due vare dei riti processionali che caratterizzano la Settimana Santa.